# Nestore e Polluce
Nestor e Polluce (in francese Nestor and Polux) è un fumetto di Fabrice Tarrin , Fred Neidhardt e Olivier O'Groj, pubblicato sulla rivista delle Éditions Vaillant Pif Gadget . Ha ricevuto il Premio Giovani Comics 2007.
È la storia di due personaggi, Nestor dalle sembianze di una specie di topo bianco, intelligente e consapevole dei problemi che gli si presentano, e Poluce dalle sembianze di una soffice palla arancione, un buffone felice dotato di un cappuccio dell'elica che gli permette di volare ogni volta che ride. Ogni giorno, il triangolo Dio offre loro tramite il frigorifero magico un delizioso yogurt al lampone e un famigerato yogurt alla prugna. Ognuno di loro ha il proprio turno direttamente allo yogurt al lampone, come è scritto nel registro sacro.

## Album
- Et Dieu créa le yaourt à la framboise, Pif Éditions, 2005[6]

Sceneggiatura: Fred Neidhardt e Fabrice Tarrin - Disegno: Olivier Grojnowski
- 2 Nestor et Polux, l'intégrale, Onapratut, ISBN 978-2-9525620-5-8 (BNF 42109243), 2009[7]

Sceneggiatura: Fred Neidhardt e Fabrice Tarrin - Disegno: Olivier Grojnowski